# Kosuke Matsuura
Kosuke Matsuura, född den 4 september 1979 i Nagoya, Japan, är en japansk racerförare.

## Racingkarriär
Matsuura upptäcktes av Aguri Suzuki som tjugotvååring då han vann det japanska Formula Dream-mästerskapet. Han tävlade sedan i det Tyska F3-mästerskapet 2002, då han blev tvåa bakom Gary Paffett. Matsuura tävlade därefter i formel Renault V6 2003, med viss framgång, då han slutade på tredje plats bakom José María López och Neel Jani. Matsuura fick sedan chansen att tävla i IndyCar för säsongen 2004 i ett projekt mellan Aguri Suzuki och Fernández Racing. Matsuura blev andreförare bakom den mexikanska stallägaren och stjärnan Adrián Fernández, och gjorde ett stabilt jobb under sin första säsong, vilket gav honom titeln som årets rookie i IndyCar, samt i samma års Indianapolis 500. Matsuura fortsatte dock inte att förbättra sig, och både under 2005 och 2006 misslyckades han att komma bland de fem bästa någon gång. Han tog sin bästa karriärplacering i sammandraget under 2006, vilket var en 13:e plats. Han blev ersatt efter ännu en mindre lyckad säsong 2007, där han förvisso blev fyra på Michigan International Speedway, efter att stora delar av startfältet brutit i en masskrasch. Matsuura fick lämna Panther Racing, som var hans team under den sista säsongen. Han återvände till formel Nippon 2008, då han vann ett race kört enbart bakom säkerhetsbil på Twin Ring Motegi, efter att ha vunnit pole position med en åttondeplats dagen innan.